# Kalembu Kuni
Kalembu Kuni is een bestuurslaag in het regentschap West-Soemba van de provincie Oost-Nusa Tenggara, Indonesië. Kalembu Kuni telt 4272 inwoners (volkstelling 2010).